# سیارک ۲۴۱۰۴
سیارک ۲۴۱۰۴ (به انگلیسی: 24104 Vinissac، نامگذاری:1999VZ9) بیست و چهار هزار و صد و چهارمین سیارک کشف شده‌است که در ۹ نوامبر ۱۹۹۹ کشف شد.
قدر مطلق سیارک برابر ۲۸.۲ است.